# Сретенский монастырь (Кашин)
Ка́шинский Сре́тенский мона́стырь — недействующий женский монастырь Русской православной церкви, расположенный в городе Кашин Тверской области. До революции был самым крупным храмовым комплексом Кашина.

## История
По монастырскому преданию, обитель основана в начале XV века в память о торжественной встрече войска Тверского, возвращавшегося из похода. Впервые монастырь упомянут в жалованной грамоте тверского великого князя Бориса Александровича, а основание обители приписывают брату князя Георгию (начало XV века).
В Смутное время он был полностью разрушен интервентами. В монастыре до нашего времени сохранилась могила Дорофеи (Ладыгиной) из рода князей Коркодиновых (1549—1629), которая после смерти мужа ушла в Сретенский монастырь, разрушенный поляками и активно занялась его восстановлением. Одной из настоятельниц монастыря был написан образ матушки Дорофеи (по монастырскому преданию, после чудесного явления Дорофеи этой настоятельнице).
Первая каменная постройка монастыря — Сретенский собор (1692). Уже через год была построена колокольня. В последующие века ансамбль монастыря постепенно разрастался, особенно много сооружений на его территории возводилось в XIX веке. Единственная уцелевшая церковь — надвратная Троицкая (1844), сохранились также настоятельский корпус и кельи.
До нашего времени сохранилась и принадлежавшая некоторое время монастырю Входоиерусалимская церковь, построенная в 1777—1789 годах (первый храм с таким наименованием был построен на этом месте ещё в 1401 году). Церковь стояла отдельно от основной территории.
Последняя крупная реконструкция Сретенского собора проводилась в 1890—1891 годах по проекту гражданского инженера Ф. Н. Малиновского. В трапезной были установлены четыре столба и устроены хоры. Фасады приобрели новый облик, выдержанный в стереотипных формах «русского стиля». Мотив килевидного кокошника — одного из внешних атрибутов этого архитектурного направления — варьируется в рисунке наличников, в очертании профилированных тяг, в завершении крупных «закомар». Одновременно была увеличена западная часть здания.
В результате переделок здание потеряло композиционную и стилевую цельность. Последующие утраты превратили его в бесформенный конгломерат объемов.
После революции церковь как и весь монастырь закрыли, а в 1936 году сюда перевели историко-археологический музей.
После 1991 года бывший монастырь был просто заброшен.

### Инцидент с продажей монастырских зданий
28 апреля 2011 года решением собрания депутатов Кашинского района в программу приватизации муниципального имущества были внесены дополнения, согласно которым в перечень объектов, подлежащих приватизации, было включено нежилое здание («бывшая спортивная школа»), расположенное по адресу: город Кашин, ул. Рабочий Поселок, д. 22, являющийся зданием монастыря, что противоречило федеральному закону «О передаче религиозным организациям имущества религиозного назначения, находящегося в государственной или муниципальной собственности», в соответствии с которым такое имущество подлежит безвозмездной передаче из муниципальной собственности исключительно религиозным организациям. По данным «Известий» здание храма выставлялось на продажу и ранее, но тогда желающих купить его не нашлось.
В декабре того же года межрайонная прокуратура опротестовала решение собрания депутатов Кашинского района, и распоряжением главы районной администрации аукцион был отменён.

### Современная жизнь обители
В 1998 г. на территории бывшей обители восстановлена могила схим. Дорофеи (Лодыгиной), поставлен каменный памятный крест. К 2013 г. сохранились каменный игуменский корпус (XVIII—XIX вв.), 2 каменных корпуса (2-я пол. XIX в.) и 5 деревянных келейных домиков. Частично разрушенный Сретенский собор (сломана верхняя часть четверика) передан в безвозмездное пользование Русской Православной Церкви, начинается его восстановление.

## Настоятельницы монастыря
- Феодотия (около 1460)
- Афанасия (в дек. 1509)
- Анастасия (1514)
- Наталия (1538—1540)
- Евпраксия (1556 и 1557)
- Александра (Шерефеддинова) (1609—1627)
- Фотиния (в сент. 1629)
- Евфросиния (Губина) (1649—1667)
- Парасковия (Челищева), из Углицкого Богоявленского (1668—1672)
- Вера (Травина) (1675 и 1676)
- Анна (Сербина) (в авг. 1677, в июле 1680, 1683—1694)
- Параскева (1696—1698)
- Александра (Головачева) (1702—1739)
- Олимпиада (в 1757 перев. из Осташкова Знаменского, а 1759 — обратно)
- Александра (в 1759 перев. из Осташкова Знаменского; в 1762 уволена, по прошению)
- Серафима (1762—1780)
- Назарета (1840—1847)
- Серафима (1848—1854)
- Маркелина, казначея (1855 и 1856)
- Антония (1857—1869)
- Иннокентия (Ошанина) (1875—1901)[5]
- Анфиса (в схиме — Анна) (Кулачкова) (?—1929), отбывала ссылку в Коми, с ней там познакомился Кинешемский исповедник пресвитер Константин Разумов. После освобождения в 1932 году 75-летняя тяжело больная игумения Анфиса поселилась в Кашине вместе с монахиней Агафией (Грязновой), в 1936 году приняла схиму с именем Анна, похоронена на кашинском кладбище.